# Velociraptor
Velociraptor byl rod poměrně malého teropodního dinosaura, patřícího mezi dravé dromeosauridy. Byl zástupcem skupiny velociraptorinů, menších „srpodrápých“ teropodů, obývajících severní kontinenty v období pozdní křídy. Blízcí příbuzní tohoto rodu žili na území východní Asie i Severní Ameriky.

## Areál a doba rozšíření
Tento malý teropod žil v období svrchní křídy (geol. stupeň pozdní kampán až raný maastricht), asi před 75 až 71 miliony let, na území dnešního Mongolska (geologické souvrství Djadochta). Jeho fosilní pozůstatky formálně popsal známý americký paleontolog Henry Fairfield Osborn v roce 1924.

## Popis

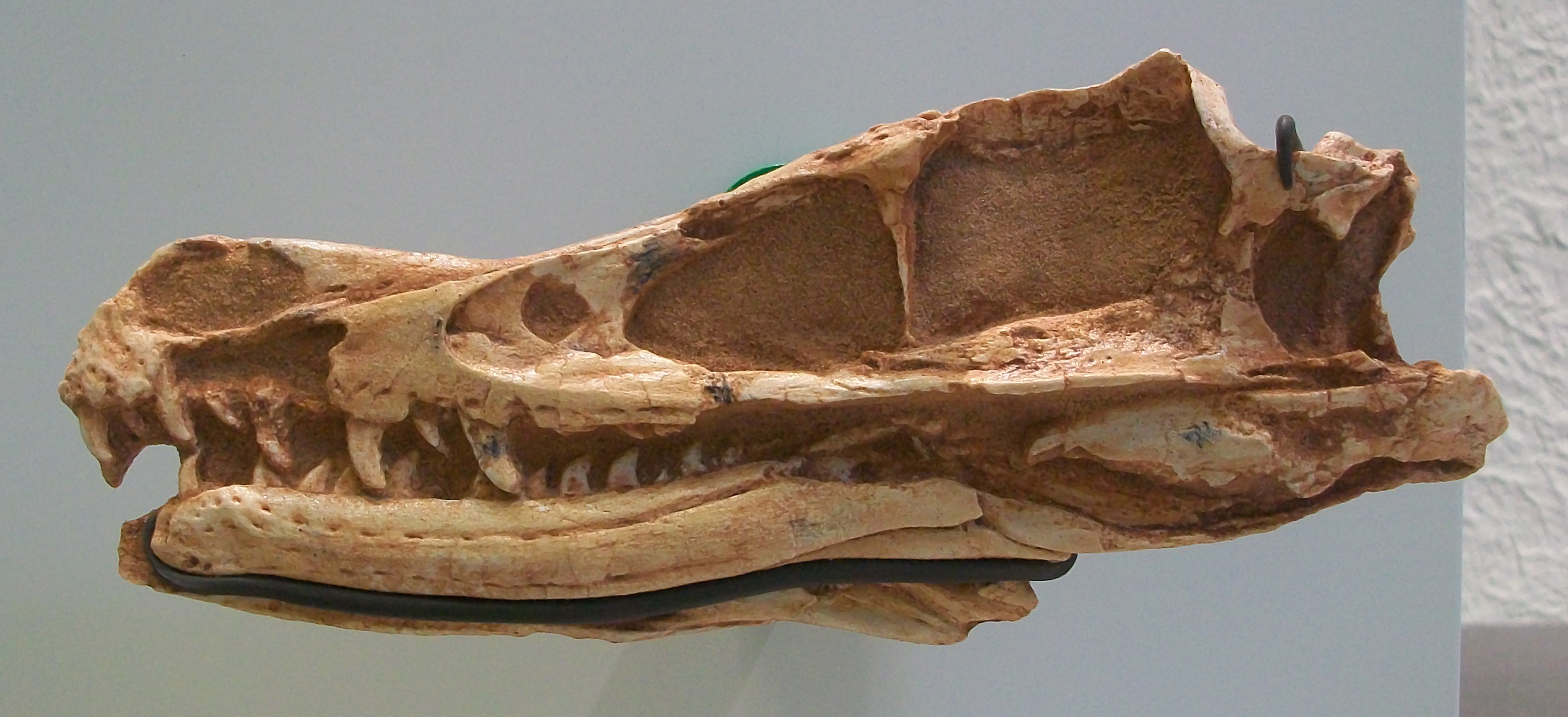
Lebka v Americkém přírodovědném muzeu

Velociraptor byl malý opeřený theropodní dinosaurus dorůstající přibližně dvou metrů. Měl drobné ostré zuby a „srpovitý“ dráp na noze. Velociraptor velmi pravděpodobně nelovil ve smečkách, toto chování je i v dnešní přírodě velmi vzácné a objevuje se pouze u velmi inteligentních zvířat. Zabíjel malé a středně velké obratlovce a mláďata jiných dinosaurů, např. tehdy hojného dinosaura druhu Protoceratops andrewsi. Mnohem větším příbuzným velociraptora byl například Utahraptor objevený v USA.  
V roce 2007 byla publikována vědecká studie, která dokazuje přítomnost pernatého pokryvu těla u tohoto dinosaura. Na základě ulnárních papil na kostech je jisté, že tito dinosauři byli alespoň na končetinách vybaveni pernatým integumentem. Ze studie loketní kosti vyplývá, že mohl mít 14 loketních letek. Je to potvrzení toho, co se již dlouhou dobu předpokládalo. Velociraptor však pravděpodobně nemohl létat. Letky mu mohly být nápomocké při šplhu či skákání nebo mohly také sloužit ke komunikaci.

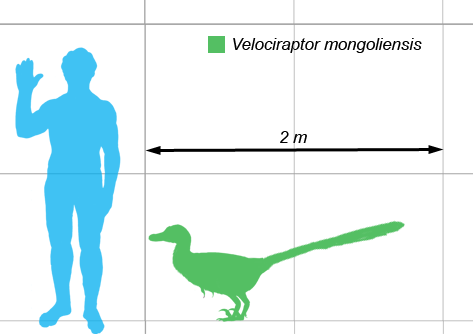
Velikostní porovnání s člověkem

Podčeleď velociraptorinae je také typická svými tvary lebek. Na rozdíl od její sesterské skupiny dromaeosaurinae, která má spíše oblé, mírně konkávní tvar v oblasti antorbitální, má velociraptorinae hubený, kovexní tvar v antorbitální oblasti lebky. 

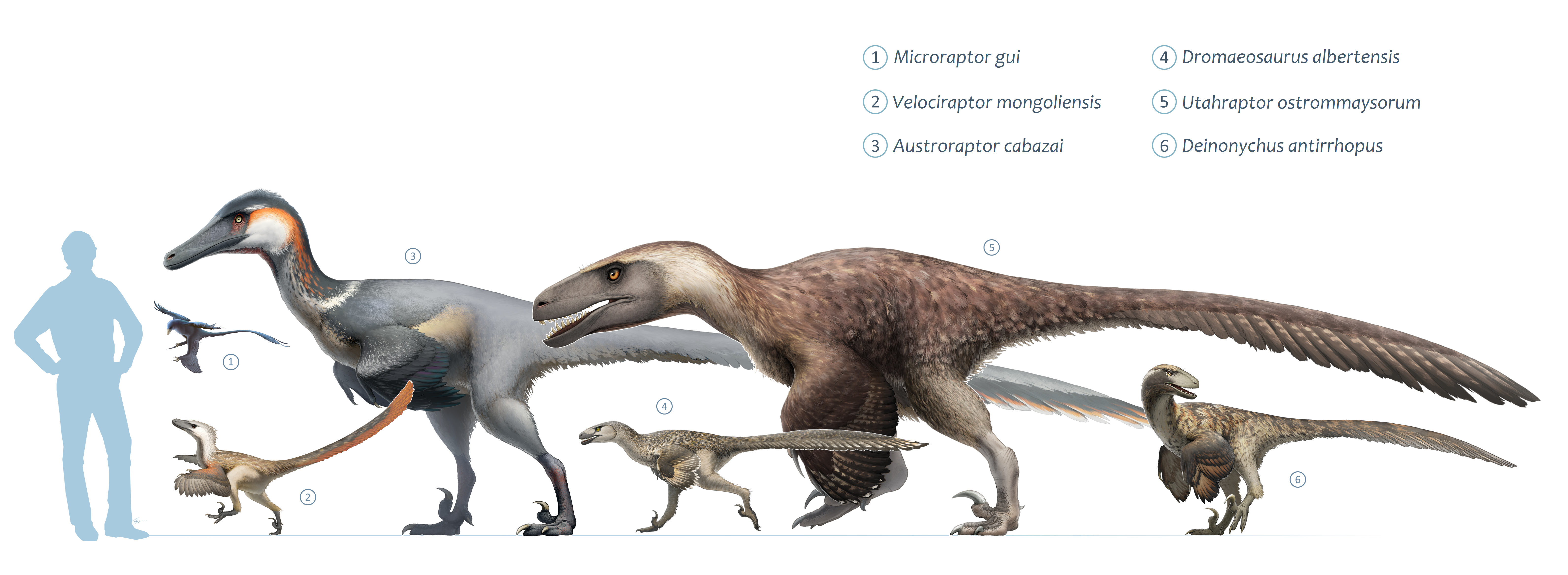
Porovnání velociraptora s jinými zástupci čeledi dromaeosauridae

Tento rod dinosaurů, tak, jako mnoho jiných, měl duté kosti. 
Fosilní otisky stop dromeosauridů (včetně rodu Velociraptor) bývají řazeny do ichnorodu Velociraptorichnus.

## Paleobiologie

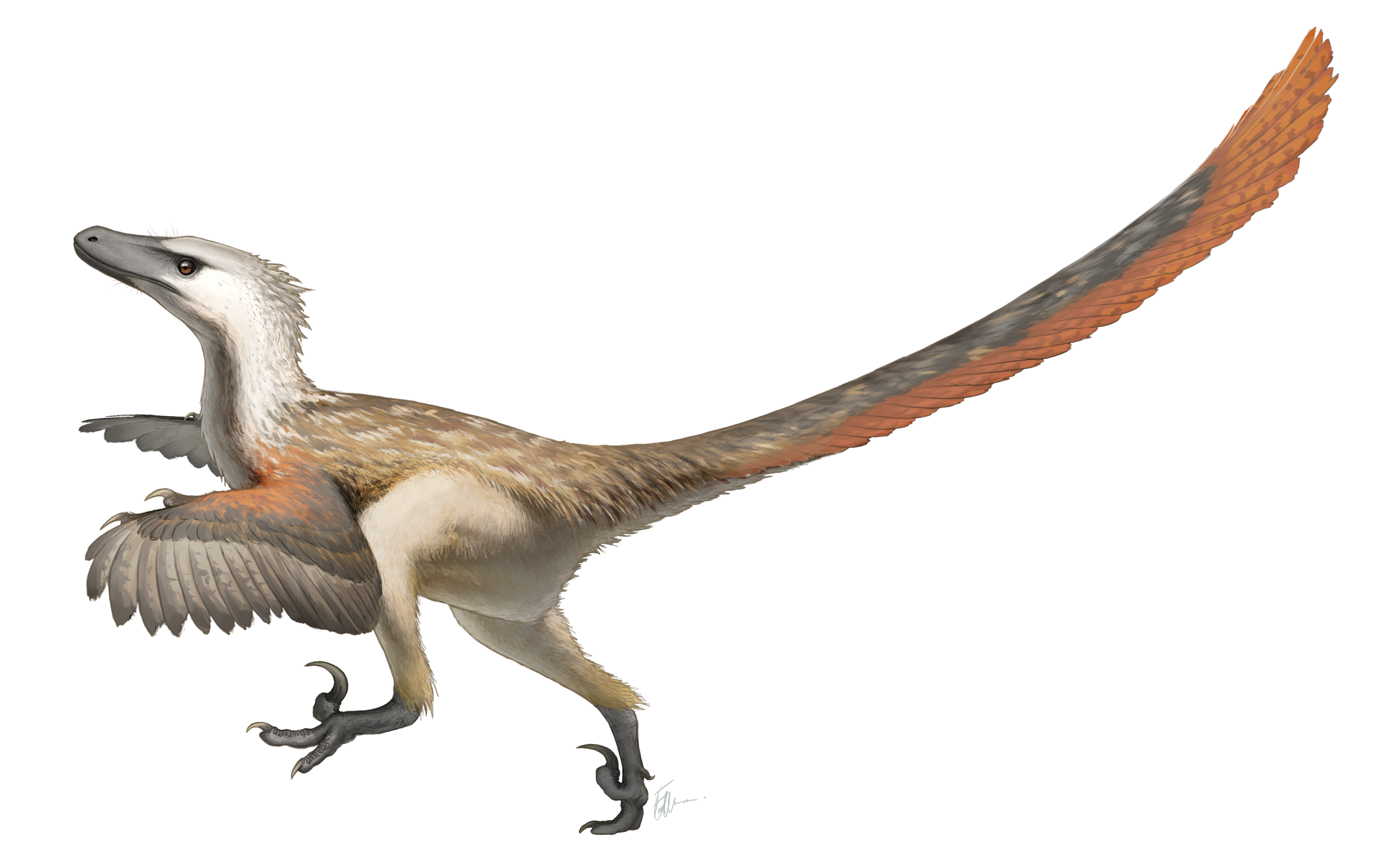
Rekonstrukce rodu Velociraptor

Výzkum z roku 2020 prokázal, že tito malí teropodi měli velmi dobrý sluch a dokázali díky němu detekovat kořist na velké vzdálenosti. Ve stejném roce byla také publikována odborná práce, která zpochybňuje hypotézu „smečkového lovu“ u těchto menších teropodů. Je možné, že se sdružovali spíše náhodně a pouze spolu pojídali postupně udolanou kořist (tzv. spolustolovali).
Srpovitý dráp nesloužil jako řezná zbraň, jak si mnozí myslí, ale jako nástroj, díky němuž mohl lovec imobilizovat kořist, nebo se na ni udržet, pokud se jednalo o větší zvíře. Tato teorie byla ověřena skupinou vědců zaměřující se na biomechaniku v dokumentu Vraždící stroje: Pravda o dinosaurech zabijácích.
Díky velikosti orbitů lze předpokládat, že se jedná o soumračného lovce. 

## Nový druh
Dlouho byl znám pouze jeden druh velociraptora (V. mongoliensis). V roce 1999 bylo však belgicko-čínskou expedicí získáno množství lebečního materiálu, patřícího zjevně jinému druhu rodu Velociraptor. V roce 2008 byl na základě tohoto nálezu popsán nový druh velociraptora, Velociraptor osmolskae z oblasti Vnitřního Mongolska (souvrství Bayan Mandahu, Čína).

## Unikátní objev
V roce 1971 objevila skupina polsko-mongolských paleontologů dvě do sebe zaklesnuté kostry dinosaurů - právě velociraptora a býložravého protoceratopse. Jde o unikátní nález dinosaurů, zachovaných a pohřbených v momentě vzájemného souboje. Jde o doklad predátorského chování velociraptorů i jiných dromeosauridů. Podobný nález byl oznámen roku 2010 a sestává z fragmentárních pozůstatků protoceratopse s jasně patrnými rýhami po zubech velociraptora. Dravec zde zřejmě hodoval na mršině protoceratopse a ztratil při tom dva své zuby, rovněž dochované jako zkameněliny.

## V populární kultuře
Tento dinosaurus je známý především díky své záporné „roli“ dravého zabijáka ve velkofilmu Jurský park z roku 1993 (i jeho dvou pokračováních a také ve filmu Jurský svět). V tomto filmu byl velociraptor ve svých charakteristikách prezentován dosti přehnaně (několikanásobně větší než ve skutečnosti, neuvěřitelně inteligentní, bleskově rychlý, s nekonečným apetitem). Důvodem je prostá skutečnost, že filmový velociraptor byl vytvořen podle svého severoamerického příbuzného, mohutnějšího rodu Deinonychus (v době natáčení filmu panovala mezi některými vědci domněnka, že se jedná o stejný rod).
Objevuje se také například v pseudo-dokumentárním cyklu Dinosaur Planet z roku 2003, v díle seriálu Putování s dinosaury: Gigantičtí ještěři a kameo hraje také v Putování s dinosaury: Monstra pravěkých oceánů, kde na začátku pronásleduje hlavního hrdinu. Mládě Velociraptora se objevuje také ve čtvrté epizodě třetí řady britského sci-fi seriálu Pravěk útočí.